# Biljani Gornji
Biljani Gornji är ett samhälle i Bosnien och Hercegovina.   Det ligger i entiteten Federationen Bosnien och Hercegovina, i den västra delen av landet, 160 kilometer nordväst om huvudstaden Sarajevo. Biljani Gornji ligger 298 meter över havet och antalet invånare är 145.
Terrängen runt Biljani Gornji är huvudsakligen kuperad, men västerut är den bergig.Närmaste större samhälle är Sanski Most, 18,1 kilometer norr om Biljani Gornji. 
Omgivningarna runt Biljani Gornji är en mosaik av jordbruksmark och naturlig växtlighet. Runt Biljani Gornji är det ganska tätbefolkat, med 93 invånare per kvadratkilometer.